# Piotr Gębka
Piotr Gębka (ur. 1 września 1925 we Wrzący Wielkiej, zm. 2 maja 1984) – polski ślusarz i działacz partyjny, poseł na Sejm PRL IV i V kadencji.

## Życiorys
Syn Zygmunta i Marty. Uzyskał wykształcenie średnie, z zawodu ślusarz. Pracował jako brygadzista techniczny w Zarządzie Portu Gdynia. W latach 1951–1952 zasiadał w egzekutywie Oddziałowej Organizacji Partyjnej Polskiej Zjednoczonej Partii Robotniczej przy Zarządzie Portu Gdańsk-Gdynia, Rejon Gdynia. Od 1951 do 1953 był tam wykładowcą szkolenia partyjnego (w 1953 ponadto ukończył Wojewódzką Szkołę Partyjną), a następnie (do 1955) instruktorem ds. propagandowych Komitetu Powiatowego PZPR w Pruszczu Gdańskim (od 1954 jednocześnie był kierownikiem Referatu Kadr Prezydium Powiatowej Rady Narodowej powiatu gdańskiego). W latach 1955–1957 zasiadał w egzekutywie Komitetu Zakładowego PZPR w Zarządzie Portu Gdynia oraz pełnił funkcję I sekretarza OOP przy tymże zarządzie. Członkiem egzekutywy KZ był potem także w latach 1962–1970, a I sekretarzem OOP od 1962 do 1966 i od 1974. Od listopada 1964 do grudnia 1970 zasiadał w Komitecie Miejskim PZPR w Gdyni, a w latach 1972–1974 ponownie w egzekutywie OOP oraz podstawowej organizacji partyjnej przy Zarządzie Portu Gdynia. Dwukrotny absolwent Wojewódzkiej Szkoły Wykładowców Partyjnych. W październiku 1966 powołano go na  przewodniczącego Rady Zakładowej Związku Zawodowego Marynarzy i Portowców przy Zarządzie Portu Gdynia.
W 1965 i 1969 uzyskiwał mandat posła na Sejm PRL w okręgu Gdynia. Przez dwie kadencje zasiadał w Komisji Gospodarki Morskiej i Żeglugi, ponadto w trakcie V kadencji był członkiem Komisji Handlu Zagranicznego.
Pochowany w nowej alei zasłużonych na cmentarzu Witomińskim w Gdyni (sektor 26, rząd 38, nr 17).

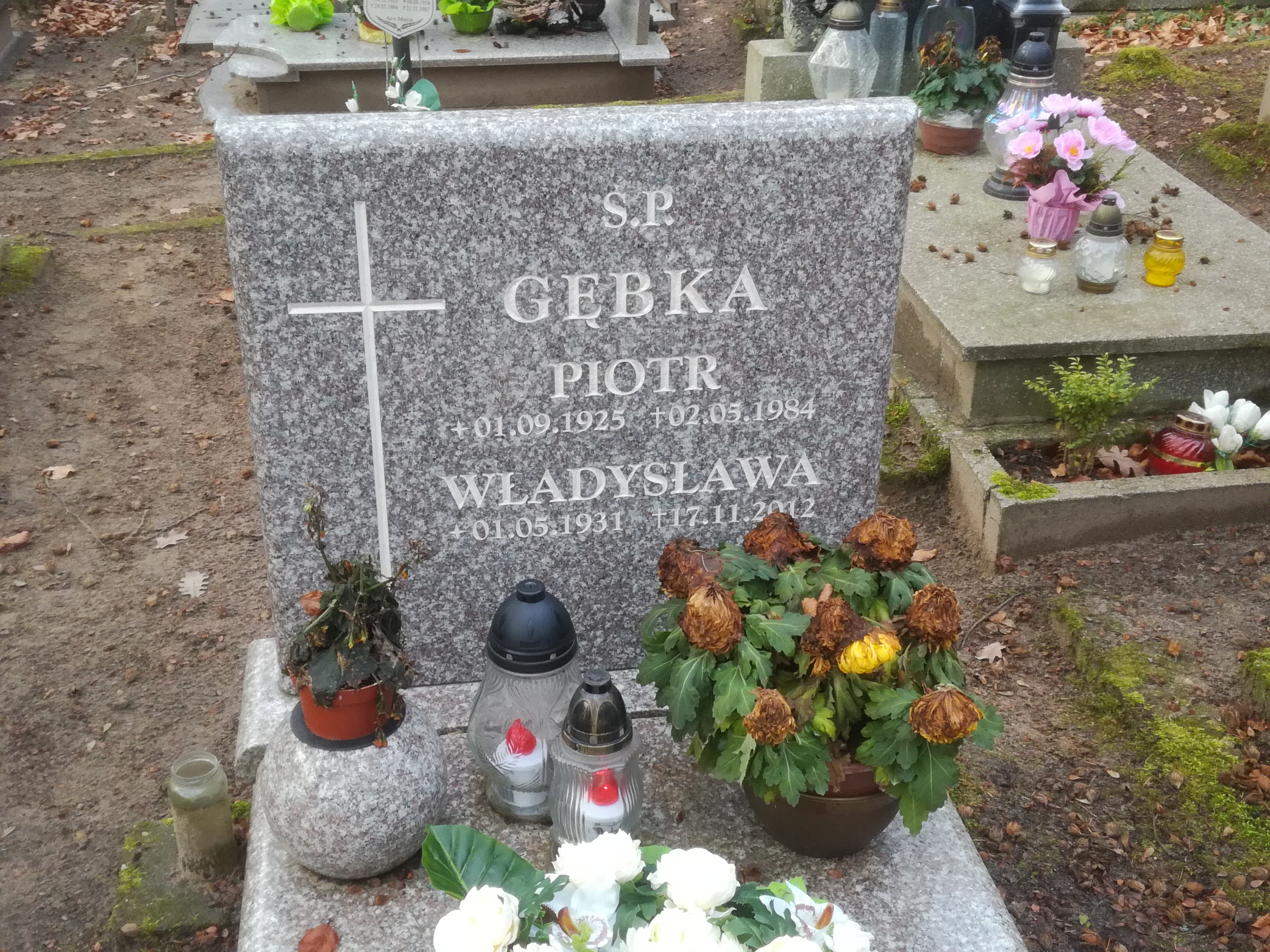
Grób Piotra Gębki na cmentarzu Witomińskim

## Odznaczenia
- Srebrny Krzyż Zasługi
- Odznaka 1000-lecia Państwa Polskiego (1966)[2]